# Josep Giralt i Ciurana
Josep Giralt i Ciurana (Reus, 18 de gener de 1954) és un antic jugador d'hoquei sobre patins català de les dècades de 1970 i 1980.

## Trajectòria
Format al Reus Deportiu, passà la major part de la seva carrera en aquest club. Formà part de l'equip que guanyà sis copes d'Europa a la dècada de 1970, al costat d'homes com Santi Garcia, Joan Sabater o Joaquim Vilallonga. Al final de la seva carrera jugà al Roller Monza.
Amb la selecció espanyola jugà entre 1973 i 1979, i fou campió del món l'any 1976.

## Palmarès
Reus Deportiu
- Campionat d'Europa:
  - 1970-71, 1971-72
- Lliga d'Espanya:
  - 1970-71, 1971-72, 1972-73
- Campionat d'Espanya:
  - 1971, 1973, 1983

Espanya
- Campionat del Món:
  - 1976
- Campionat d'Europa Júnior:
  - 1972, 1973
- Copa de les Nacions:
  - 1975